# جلال الزكي
جلال الزكي مصور وممثل مصري، بدأ مشواره منذ عام 2003 من خلال تصوير العديد من أغاني الفيديو كليب، قبل أن ينتقل للعمل بالسينما من خلال فيلم (وش إجرام) عام 2006، لتتوالى أعماله بعدها والتي منها (الفرح) عام 2009، و(بنتين من مصر) عام 2010 والذي خاض من خلاله تجربة التمثيل أيضا، من أبرز أعماله (حكاية حياة، كلام على ورق) و الأسطورة (مسلسل).